# حقوق تطبیقی

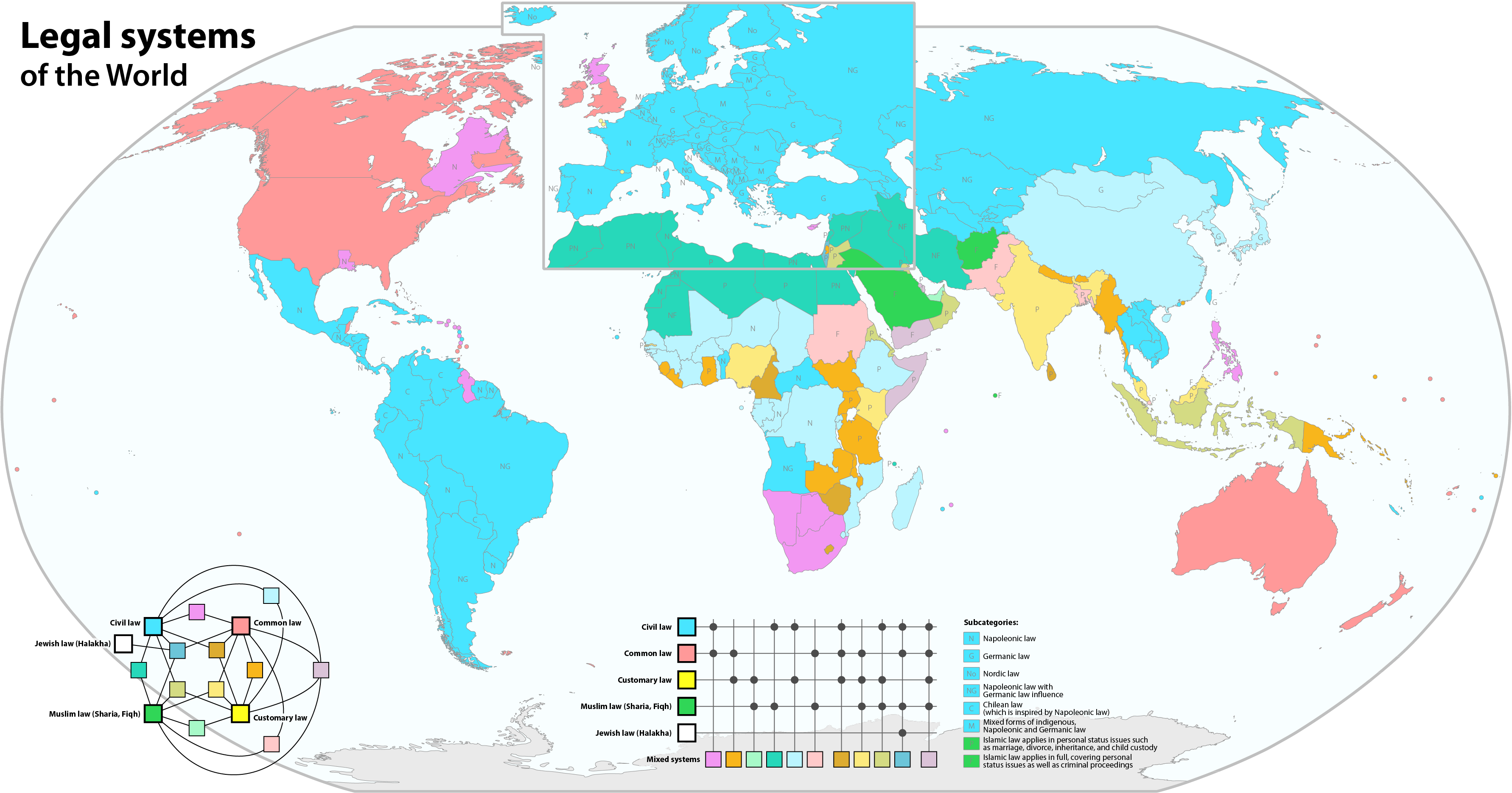
نقشهٔ نظام‌های حقوقی مختلف جهان: آبی: رومی-ژرمنی قرمز: کامن‌لو زرد: ترکیب کامن‌لو و رومی–ژرمنی سبز: حقوق اسلامی (شریعت، فقه) سفید: هلاخا (قوانین شریعت یهود)

حقوق تطبیقی یک شیوه و روش مقایسه در رشته حقوق درباره بررسی دو یا چند نظام حقوقی و ارزیابی آنها میباشد. حقوق دانان تطبیقی میتوانند هم به حقوق کشور های دیگر و هم به حقوق قدیمی نگاه کرده تا بتوانند حقوق کشور مدنظر را با آنها مقایسه و تطبیق بدهند. این مقایسه ممکن است نسبت به بخشی از حقوق انجام شود مثل مسئولیت مطلق در حقوق ایران و انگلستان. در حقوق تطبیقی مشابهت‌ها و تفاوت‌ها مورد تجزیه و تحلیل قرار می‌گیرد و دلایل آن بررسی می‌شود و قوت و ضعف قوانین مورد مقایسه، ارزیابی می‌گردد.
از آغاز سده بیستم میلادی حقوق تطبیقی رشته ای مستقل در حقوق به شمار آمده زیرا نمیتوان آن را در دستبندیهای «حقوق عمومی و خصوصی» یا «حقوق داخلی و بین المللی» به شمار آورد.

## تاریخچه

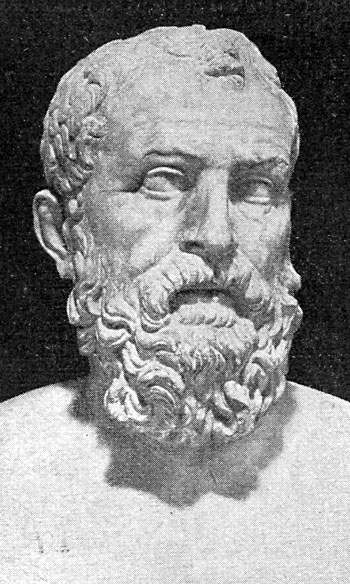
سولون

مانند بیشتر علوم، تاریخچه این رشته نیز به یونان باستان بازمی‌گردد. در شهر آتن، فردی به نام سولون، قوانین آتن را بر اساس پژوهش و مطالعهٔ قانون‌های اساسی دیگر کشورها مطالعه می‌کند. همچنین برای تدوین و تنظیم کتاب سیاست ارسطو شاهد مطالعات تطبیقی هستیم.
در روم باستان در دوره پادشاهی روم، سکستوس پمپونیوس حقوقدان رومی قوانین پادشاهی را جمع‌آوری می‌کند و این اثر به عنوان منبع اصلی اطلاعات از تاریخ حقوق روم مورد استفاده قرار می‌گیرد. در دوران جمهوری، ده نفر از کمیسرهای مجلس سنا در روم برای تنظیم قوانین جدید به شهر آتن اعزام می‌شوند تا قوانین سولون را مطالعه کنند. سرانجام توسط مجلس نجیب‌زادگان، دوازده لوح قانونی در سال ۴۵۱ قبل از میلاد انتخاب و قوانین آن به تصویب می‌رسد. بر اساس دوازده لوح قانونی حقوق طبقه پاتریسین در مقابل پلب‌ها یا افراد غیر بومی روم باستان به رسمیت شناخته می‌شود و نیز اعتبار بردگی برای قرض‌های پرداخت نشده و نیز دخالت عرف دینی در موارد مدنی از جمله موارد این الواح بوده‌اند. بر این اساس حقوق بر طبق تفاوت انسان‌ها به بومی و غیر بومی، به دو دسته حقوق شهروندان و حقوق خارجیان تقسیم شد که مبنای آن حقوق تطبیقی است.

### حقوق تطبیقی در شیعه
در مذهب شیعه نیز مطالعات تطبیقی صورت گرفته است. کتاب مهم شیخ طوسی مشهور به شیخ طائفه به نام «مسائل الخلاف»» کتابی است که فقه شیعه را با فقه مذاهب چهارگانه مورد مقایسه قرار داده است.علامه حلی نیز با نگاشتن کتابی به نام «مختلف الشیعه» کتابی در مورد مطالعات تطبیقی فقهی حقوقی نگاشته است.

### زایش حقوق تطبیقی
با مطرح شدن مسئله تدوین قوانین(کدیفیکاسیون)، حقوق تطبیقی اهمیت بسیاری در قرن نوزدهم میلادی پیدا می‌کند. در سال ۱۹۰۰ اولین کنگره حقوق تطبیقی در شهر پاریس شکل گرفت. بدین ترتیب سال ۱۹۰۰ میلادی را سال تولد حقوق تطبیقی نامیده‌اند.
پیشینه این رسته به شیوه امروزی‌اش به قرن هجدهم میلادی بازمی‌گردد و عمومأ مونتسکیو را به عنوان کاشف آن می‌دانند. هدف این شاخه از حقوق را می‌توان در سه بخش زیر خلاصه کرد:
1. کامل کردن نظام‌های حقوقی در عمل
2. کسب اطلاعات بیشتر از نظام‌های حقوقی در عمل
3. در صورت امکان، کمک به واحد کردن نظام‌های حقوقی در مقیاس‌های بزرگتر و کوچکتر[نیازمند منبع]